# Пиперково
Пипе́рково (болг. Пиперково) — село в Русенській області Болгарії. Входить до складу общини Ценово.

## Населення
За даними перепису населення 2011 року у селі проживала 361 особа.
Національний склад населення села:
| Національність   | Кількість осіб | Відсоток |
| ---------------- | -------------- | -------- |
| болгари          | 316            | 88,0%    |
| турки            | 41             | 11,4%    |
| Всього відповіли | 359            |          |

Розподіл населення за віком у 2011 році:
Динаміка населення: